# Derwood
Derwood è un census-designated place del Maryland, negli Stati Uniti d'America, situato nella Contea di Montgomery. Al censimento del 2010 contava 2 381 abitanti.
Si trova a notd di Rockville, a sudest di Gaithersburg e a nordovest di Silver Spring.
Derwood nacque inizialmente come una fermata sulla Baltimore and Ohio Railroad negli anni 1880; all'inizio del XX secolo, tuttavia, il traffico era molto diminuito, e nel 1954, dopo un incendio, la stazione non venne ricostruita. La sua popolazione, e quella della zona circostante, è cresciuta molto dopo la costruzione della stazione di Shady Grove della metropolitana di Washington.